# Assassin’s Creed Odyssey
Assassin’s Creed Odyssey – fabularna gra akcji stworzona przez Ubisoft Québec i wydana 5 października 2018 przez Ubisoft. Jest jedenastą główną odsłoną serii Assassin’s Creed i następcą Assassin’s Creed Origins z 2017. Podobnie jak poprzedniczka, jest grą z otwartym światem, w której zastosowano wiele mechanik typowych dla komputerowych gier fabularnych, kładącą większy nacisk na eksplorację i walkę niż na skradanie. Ważną rolę odgrywa również znana z poprzednich odsłon walka na morzu. Fabuła jest fikcją historyczną nawiązującą do prawdziwych wydarzeń, postaci i miejsc, rozgrywającą się w latach 431–422 p.n.e. podczas wielkiej wojny peloponeskiej pomiędzy Atenami a Spartą. Gracz wciela się w najemnika walczącego dla obu stron konfliktu, starając się odnaleźć członków swojej rodziny i wyeliminować tajemniczą organizację znaną jako Kult Kosmosa.
Prace nad grą rozpoczęły się krótko po premierze Assassin’s Creed: Syndicate (2015). Podobnie jak Origins, Odyssey odchodzi od typowej gry akcji na rzecz fabularnej gry akcji, dając graczowi możliwość podejmowania decyzji. Gra znacznie większy nacisk kładzie na mitologię – w tym przypadku grecką – a mniejszą na konflikt pomiędzy asasynami i templariuszami, będący główną osią fabuły większości odsłon serii Assassin’s Creed. Twórcy inspirowali się uznanymi grami fabularnymi, takimi jak Fallout, The Elder Scrolls V: Skyrim czy Wiedźmin 3: Dziki Gon. Muzykę skomponował zespół The Flight.
Premiera gry odbyła się 5 października 2018 na platformach Microsoft Windows, PlayStation 4 i Xbox One. Odyssey spotkała się w większości z pozytywnym odbiorem ze strony krytyków, chwalących rozgrywkę, grafikę, postacie, elementy gry fabularnej i projekt świata, krytykując jednak tempo, przesadną ambitność oraz zawarcie mikropłatności. Gra okazała się sukcesem komercyjnym, do marca 2020 sprzedano ponad dziesięć milionów kopii. Po premierze rozwijana była przez Ubisoft, który wydał do niej dwa płatne rozszerzenia – Dziedzictwo pierwszego ostrza i Los Atlantydy – oraz Wycieczkę krajoznawczą, będącą wirtualną wycieczką po starożytnej Grecji. W listopadzie 2020 odbyła się premiera kontynuacji, Assassin’s Creed: Valhalla, rozgrywającej się w średniowiecznej Anglii i Norwegii w czasach europejskiej ekspansji wikingów.

## Rozgrywka
Assassin’s Creed Odyssey jest fabularną grą akcji z perspektywą trzeciej osoby. Na początku gry gracz wybiera grywalną postać, Aleksiosa lub Kasandrę – greckiego najemnika i potomka króla Sparty Leonidasa I. Poza głównym wątkiem fabularnym gracz może swobodnie przemierzać rozległy otwarty świat starożytnej Grecji – zarówno pieszo, jak i konno oraz na pokładzie statku. Eksplorując świat, postać napotyka bohaterów niezależnych, oferujących zadania poboczne, bada interesujące miejsca, oczyszcza fortece i obozy z bandytów i wrogich frakcji, eksploruje grobowce i wraki statków oraz zbiera ukryte skarby. Podobnie jak w poprzednich odsłonach możliwe jest również synchronizowanie punktów widokowych – charakterystycznych miejsc – rozsianych po całej Grecji, które służą następnie za punkty szybkiej podróży. Postać może też zbierać zasoby niezbędne do wytwarzania przedmiotów, takie jak rudy, drewno, skóry czy kamienie szlachetne, znajdując je podczas eksploracji bądź polując na dzikie zwierzęta. Wśród innych czynności pobocznych znajdują się m.in. walki na arenie gladiatorów i wykonywanie ograniczonych czasowo zleceń i kontraktów. W przeciwieństwie do poprzednich odsłon serii, Odyssey oferuje dwa tryby przemierzania świata: wspomagany, natychmiast pokazujący graczowi miejsce docelowe za pomocą znaczników, oraz eksploracji, w ramach którego gracz sam musi odnaleźć miejsce na podstawie wskazówek udzielonych przez bohaterów niezależnych.
Podczas gdy główny wątek fabularny koncentruje się na zjednoczeniu rodziny grywalnej postaci i powstrzymaniu Kultu Kosmosa, w ramach dodatkowych zadań walczy ona z mitycznymi stworzeniami z Atlantydy i poluje na czcicieli. Ze względu na trwającą wojnę peloponeską, poszczególne regiony Grecji kontrolowane są przez Ateny i Spartę. Wpływy danego polis można osłabić poprzez zabicie jego przywódcy i odpowiedniej liczby żołnierzy, jak również spalenie ich zapasów i ograbienie skarbców. Po osłabieniu regionu dostępny staje się podbój, w ramach którego postać może dołączyć do frakcji atakującej albo broniącej, a za wygraną bitwę otrzymuje cenne przedmioty. Wsparcie strony atakującej jest trudniejsze, ale zwycięstwo nagradzane jest lepszymi przedmiotami. Jeżeli postać grywalna w obecności bohatera niezależnego popełni przestępstwo, np. morderstwo czy kradzież, wyznaczona zostanie za nią nagroda. Postać ma możliwość spłacenia jej, zlikwidowania zleceniodawcy albo zabicia najemnika, który na nią poluje, żeby zdobyć nagrodę. Każdy region ma określony sugerowany poziom, który postać powinna osiągnąć; jeżeli jest on zbyt niski, wdanie się w walkę z tamtejszymi przeciwnikami jest niemal równoznaczne z natychmiastową śmiercią. Gra nie obniża poziomu przeciwników docelowo silniejszych od grywalnej postaci, jednak te słabsze skaluje w górę, dostosowując je do poziomu gracza. Rozmawiając z bohaterami niezależnymi, gracz może wybierać spośród dostępnych opcji dialogowych, w tym pozwalających na nawiązanie romansu z częścią z nich. Decyzje podjęte przez gracza w kilku kluczowych momentach wpływają na rozwój historii i zakończenie gry.

### Walka
W walce postać gracza może używać lekkich bądź ciężkich ataków – te pierwsze są szybsze, ale zadają mniejsze obrażenia, z kolei drugie są potężniejsze, ale wolniejsze. Ataki przeciwników można kontrować lub unikać ich. Do dyspozycji postaci jest również szereg różnych rodzajów broni, takich jak włócznie, ciężkie bronie obuchowe, sztylety i miecze, jak również łuki. Aleksios bądź Kasandra mogą dobierać osobno pancerze, buty, hełmy i rękawice. Każdy przedmiot – zarówno broń, jak i elementy pancerza – opisany jest statystykami, a jego założenie bądź wyposażenie się weń daje określone premie. Każdy z przedmiotów można ulepszać, co zwiększa powiązane z nim premie, a w określonych przypadkach pozwala na dodanie nowych. Skuteczność pancerza i obrażenia zadawane bronią zależą od ich poziomu oraz rzadkości – im rzadszy jest przedmiot, tym lepsze jego statystyki, ale ulepszenie go jest znacznie droższe. Grywalna postać jest również kapitanem okrętu wojennego Adrestia, na którego pokładzie przemieszcza się pomiędzy wyspami Morza Egejskiego. Po zaangażowaniu się w walkę morską wrogą jednostkę można zaatakować strzałami bądź oszczepami albo staranować. Po zadaniu wrażemu statkowi odpowiednich zniszczeń możliwe jest rozpoczęcie jego abordażu, a skuteczne jego przeprowadzenie zapewnia dodatkowe surowce i możliwość odnowienia wytrzymałości Adrestii. Statek można ulepszać, chociażby poprzez wzmocnienie kadłuba czy wytrzymałości wioślarzy. Podczas podróży morskich napotkać można niezwykle wytrzymałe statki, pełniące niejako rolę bossów.
W celu ukończenia zadania postać może korzystać zarówno ze skradania się, jak i otwartej walki. Włócznia Leonidasa wykorzystywana jest do cichego eliminowania wrogów lub powalania ich celem zwerbowania do załogi Adrestii. Ciała zabitych przeciwników można chować, żeby nie alarmować innych wrogów. Postać może przywołać swojego orła przedniego Ikarosa, żeby zbadał teren, zaznaczając przeciwników oraz interesujące miejsca oraz przedmioty. Podobnie jak w innych grach z serii, postać gracza jest ekspertem swobodnego przemieszczania się i może wspiąć się na niemal wszystkie budynki i struktury. Wykonując zadania, postać zdobywa punkty doświadczenia, które przeznacza na odblokowywanie nowych umiejętności. Podzielone są one na umiejętności „łowcy”, skupiające się na atakach dystansowych z użyciem łuku; „wojownika”, skoncentrowanych na walce bronią białą, oraz „asasyna”, czyli cichym eliminowaniu przeciwników. Część umiejętności ma czasy odnowienia i może zostać użyta tylko przy napełnionym do odpowiedniego poziomu pasku adrenaliny, zapełnianego przez zadawanie obrażeń czy wykonywanie uników.

## Opis

### Świat gry i postacie

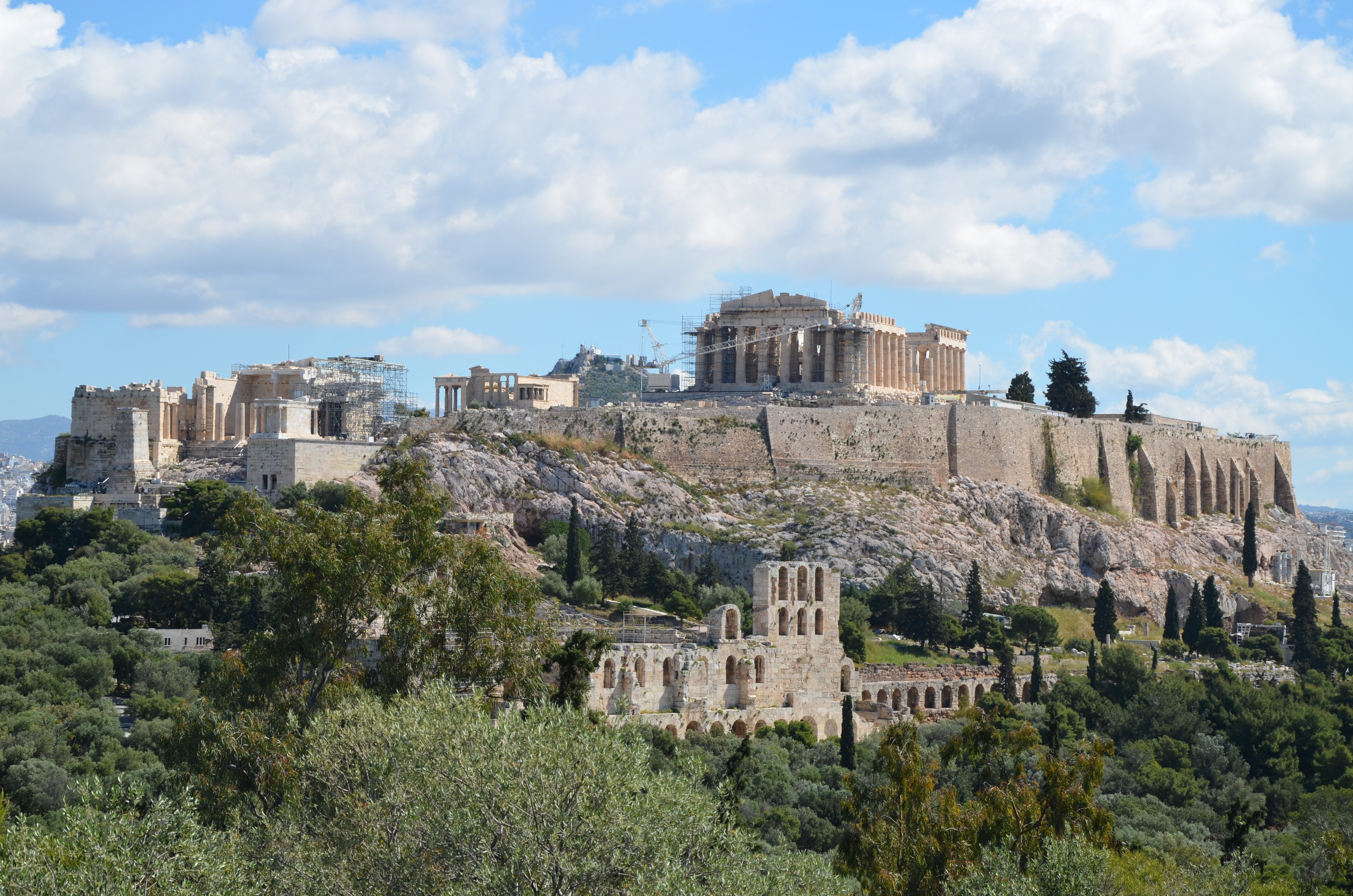
Akropol ateński to jedno z wielu miejsc odwzorowanych w grze, które może zwiedzić grywalna postać.

Podobnie jak w poprzednich grach z serii, tak i w Odyssey pojawia się wątek współczesny. Jego bohaterką jest debiutująca w Origins Layla Hassan, asasynka i była pracowniczka Abstergo. Współpracując z Victorią Bibeau, Kiyoshim Takakurą i Alanną Ryan, poszukuje ona Berła Hermesa Trismegistusa i zaginionego miasta Atlantyda, wykorzystując do tego przenośną wersję animusa, przeżywając wspomnienia greckiego najemnika z czasów wielkiej wojny peloponeskiej. Fabuła historyczna rozgrywa się w latach 431–422 p.n.e., na cztery wieki przed wydarzeniami przedstawionymi w Origins i powstaniem Ukrytych – prekursorów Bractwa Asasynów.
Postacią grywalną w głównym wątku fabularnym jest starsze z dwójki rodzeństwa, legendarny najemnik zwany Wojownikiem z Orłem, któremu towarzyszy orzeł Ikaros. Jako dziecko Wojownik z Orłem został wygnany ze Sparty po tym, jak próbował powstrzymać starszyznę przez zrzuceniem jego młodszego rodzeństwa z Tajgetu, ponieważ według przepowiedni Pytii miało ono potencjalnie doprowadzić polis do zguby lub chwały. W ramach kary za nieposłuszeństwo wobec starszyzny Wojownik sam został zrzucony z Tajgetu przez swojego ojca, generała spartańskiej armii Nikolaosa. Wojownikowi udało się przeżyć i trafia pod opiekę szachraja Markosa na Kefalonii, gdzie spędza następnych kilkanaście lat, pracując dla niego. Po osiągnięciu pełnoletności zostaje misthiosem – wędrownym najemnikiem – i zyskuje możliwość walki zarówno dla Symmachii Ateńskiej, jak i Spartańskiej. Równolegle próbuje doprowadzić do zjednoczenia swojej rodziny, podejmując w tym celu walkę ze złowrogim kultem, którego wpływy rozciągają się na cały grecki świat.
W grze pojawia się wiele postaci historycznych, w tym m.in. Alcybiades, Archidamus II, Arystofanes, Aspazja, Brazydas, Eurypides, Kleon, Demokryt, Herodot, Hipokrates, Pauzaniasz, Perykles, Fidiasz, Platon, Poliklet, Praksilla, Pitagoras, Sokrates, Sofokles, Tespis i Ksantypa. Wśród miejsc historycznych, które odwiedza postać, znajdują się chociażby agora ateńska, Kefallonia, Itaka, odeon ateński, las Foloi, posąg Zeusa w Olimpii, Naksos, Lesbos, starożytne Ateny, Argolidę, Pnyks, Fokidę, Macedonię i Mesarę. Jako bossowie pojawiają się stworzenia znane z mitologii greckiej, chociażby Meduza, cyklop czy Minotaur, w grze przedstawiane jako eksperymenty prastarej rasy Isu, która według fabuły serii Assassin’s Creed stworzyła ludzkość.

### Fabuła
Rok 480 p.n.e. Król Leonidas I, stojący na czele Spartan, ściera się z armią perską podczas bitwy pod Termopilami. Pomimo początkowego sukcesu, spartańscy żołnierze zostają zdradzeni, otoczeni przez Persów i pokonani. W roku 2018 Layla Hassan odnajduje włócznię Leonidasa, z której udaje jej się odzyskać DNA wnucząt Leonidasa – Aleksiosa i Kasandry – które wykorzystuje, żeby zsynchronizować się z animusem i odnaleźć Berło Hermesa Trismegistusa. Wnuczę, które wybierze Layla, okazuje się Wojownikiem z Orłem.
Na Kefalonii Wojownik zostaje wynajęty przez tajemniczego kupca Elpenora do zabicia przebywającego w Megaris „Wilka ze Sparty”, czyli jego ojca – Nikolaosa. Wojownik zaprzyjaźnia się z Barnabasem, kapitanem statku Adrestia, na którego pokładzie opuszcza wyspę. Niedługo później odkrywa, że Nikolaos nie jest jego biologicznym ojcem i przysposobił sobie kolejne dziecko, Stentora, a jego matka – Myrrine – opuściła Spartę chwilę po wydarzeniach na górze Tajget. Postać udaje się do Fokidy, gdzie konfrontuje się z Elpenorem, który okazuje się członkiem Kultu Kosmosa – organizacji wiedzącej, że Wojownik jest potomkiem Leonidasa. Zabija go i zabiera jego odzienie, dzięki któremu udaje mu dostać na tajne spotkanie czcicieli w Delfach, gdzie odkrywa, że jego młodsze rodzeństwo przeżyło upadek z Tajgetu, ale zostało zmanipulowane przez Kult i zostało jego czempionem – Dejmonią/Dejmosem.
Wojownik z Orłem, w towarzystwie Barnabasa i Herodota, podróżuje po Grecji, ostatecznie ponownie spotykając się z Myrrine, która – przybrawszy pseudonim Feniks – została przywódcą polis na wyspie Naksos. Myrrine przekonuje Wojownika, żeby spróbowali przekonać Spartan do przywrócenia im obywatelstwa. Wspólnie kontynuują też dążenia do obalenia Kultu Kosmosa. Po bitwie pod Pylos postać zostaje pojmana przez swoje rodzeństwo i zabrana do Aten, gdzie Kleon – zyskujący na popularności po śmierci Peryklesa – okazuje się jednym z czcicieli. Wojownikowi udaje się uciec i, z pomocą ateńskich sojuszników, udaremnić knowania Kleona. Następnie dołącza do wojsk Brazydasa i wraz ze Spartanami bierze udział w bitwie pod Amfipolis. Śmierć ponoszą wtedy zarówno Kleon, jak i Brazydas, co zwiastuje koniec pierwszej połowy wojny peloponeskiej.
W zależności od podjętych wcześniej wyborów, Wojownik zabija lub ratuje Dejmosa/Dejmonię, jak również próbuje rozpocząć nowe życie z żyjącymi jeszcze członkami swojej rodziny. Przed końcem wojny peloponeskiej Wojownik niszczy artefakt czcicieli i odkrywa, że ich przywódczynią jest Aspazja, którą może zabić albo oszczędzić. W pewnym momencie spotyka się również ze swoim biologicznym ojcem, Pitagorasem, który – podobnie jak Myrrine i Leonidas – okazuje się potomkiem Isu. Pitagoras przekazuje Wojownikowi Berło Hermesa, żeby strzegł tajemnic Atlantydy, przez co Wojownik zyskuje nieśmiertelność.
W czasach obecnych Layla dociera do Wojownika z Orłem, który ostrzega ją, że świat może przetrwać tylko poprzez zachowanie balansu pomiędzy ideałami asasynów i templariuszy – unicestwienie jednej z grup skutkować ma zgubą całej planety. Layla dowiaduje się również, że według przepowiedni to ona sprowadzi równowagę pomiędzy chaosem a porządkiem. Wojownik przekazuje jej Berło, po czym umiera.

## Produkcja
Odyssey zostało stworzone przez studio Ubisoftu w Québecu. Produkcja gry rozpoczęła się w 2015 roku, po wydaniu Assassin’s Creed: Syndicate. Jest to druga – po Origins (2017) – odsłona serii Assassin’s Creed, w której twórcy odeszli od przygodowej gry akcji połączonej ze skradanką na rzecz koncepcji bliższej fabularnych gier akcji. Origins stanowiło zmianę, w ramach której seria przeszła do większych otwartych światów z naciskiem na postępy czynione przez gracza, zaś Odyssey rozwijało ten zamysł poprzez wprowadzenie elementów właściwych dla gier fabularnych, w tym przede wszystkim wyborów opcji dialogowych. Origins wydane zostało rok wcześniej, co pozwoliło quebeckiemu zespołowi na wprowadzenie poprawek na podstawie głosów społeczności. Podobnie jak w przypadku większości gier Ubisoftu, w pracach nad grą udział miały studia zlokalizowane w innych częściach świata – swój wkład w Odyssey miały zespoły z Montréalu, Bukaresztu, Montpellier, Singapuru, Szanghaju, Chengdu, Kijowa i Pune, jak również zewnętrzne studia Spearsoft i Technicolor. Prace nad grą zostały ukończone 14 września 2018, kiedy to została skierowana do tłoczni.

### Narracja i projekt artystyczny

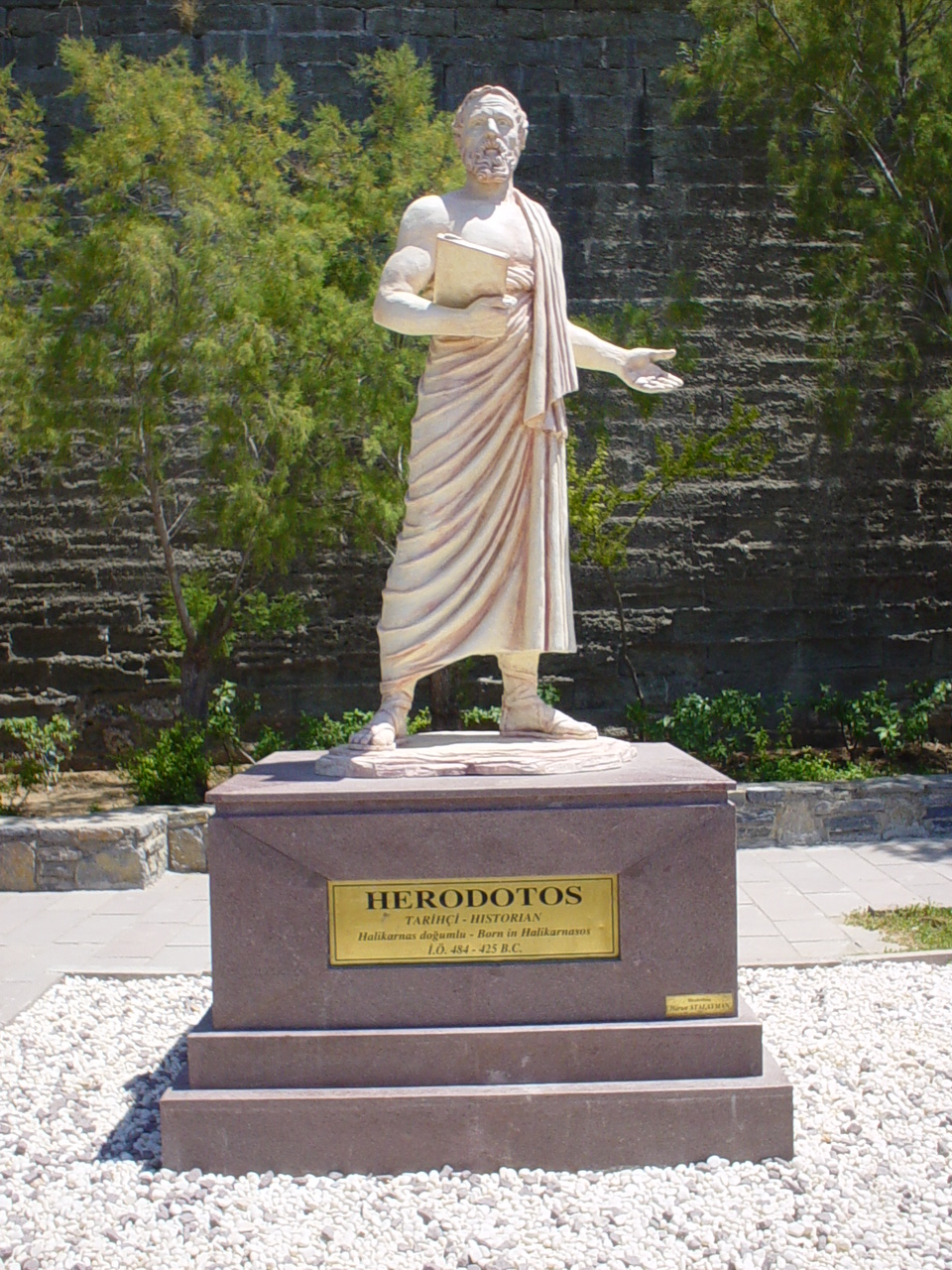
Pomnik Herodota, pierwszego historyka, którego prace stanowiły ważne źródło inspiracji dla gry. Sam Herodot pojawia się w niej jako bohater niezależny.

Podobnie jak poprzednie odsłony cyklu, Odyssey inspirowane było wydarzeniami historycznymi. Starożytna Grecja była jednym z okresów, którego najbardziej domagali się fani serii; studio zdecydowało się na wojny peloponeskie, ponieważ pozwalały one na przedstawienie w grze dobrze znanych postaci, takich jak Sokrates, Leonidas czy Hipokrates. Twórczość Herodota, uznawanego za pierwszego historyka w historii świata, stanowiła dla twórców znaczącą inspirację i fundament do stworzenia świata gry i fabuły. Żeby upewnić się, że gra sprawia wrażenie autentycznej, twórcy urządzili dziesięciodniową polową wycieczką po Grecji, odwiedzając lokacje m.in. spartańskie, delfickie i ateńskie. Podczas wyprawy wykonano ponad trzynaście tysięcy zdjęć do celów badawczych, a ruiny badano przy wykorzystaniu funkcji „Widok ulicy” w aplikacji Google Earth. Świat gry zaprojektowano tak, żeby był „kolorowy” i „żywy”, a każdy region charakteryzuje się unikalną estetyką. Styl artystyczny celowo odchodzi od popularnego wyobrażenia o starożytnej Grecji, najczęściej pełnego wypłowiałych i monochromatycznych kolorów. Twórcy zostali podzieleni na dwa zespoły, z których jeden odpowiadał za projekt świata, a drugi za projekt poziomów. Zadaniem tego pierwszego było sprawienie, żeby świat był możliwie jak najbardziej wierny historii, a drugiego, żeby gracze czerpali z niego jak najwięcej przyjemności. Oba zespoły były wspierane przez Stéphanie-Anne Ruattę, historyczkę z Ubisoftu, konsultowały się również z historykami z Wielkiej Brytanii, Kanady i Grecji.
W pewnych przypadkach zdecydowano się na celowe odejście od historii. Podczas gdy w rzeczywistości Spartanie prowadzili bardzo minimalistyczny styl życia, to w celu sprostania oczekiwaniom graczy w spartańskich miastach dodano dekoracje i punkty widokowe, żeby sprawiały wrażenie większych i bardziej kojarzyły się z wojownikami. Część miejsc pojawiających się w grze od dawna już nie istnieje, wobec czego zostały zaprojektowane przez twórców gry. W porównaniu z innymi odsłonami cyklu Odyssey rozgrywa się w bardzo odległych czasach, a autorzy dysponowali znacznie mniejszą liczbą rzetelnych źródeł historycznych, co pozwoliło na wprowadzenie bardziej oryginalnych postaci. Gra stawia również na mitologię, ponieważ starożytni Grecy byli bardzo oddani bogom, a zespół uznał, że aspekt ten również należy oddać w grze. Podstawą dla stworzeń pojawiających się w grze były monstra, które podczas swoich przygód spotkał Herkules. Według Ruatty, Grecja uważana jest za kolebkę demokracji i filozofii, z czym kontrastowała silna wiara w bogów i postacie mityczne. Kontrast ten pomógł odzwierciedlić konflikt między „chaosem” a „porządkiem”, będący wątkiem powtarzającym się przez całą serię Assassin’s Creed.
Według reżyser świata, Mel MacCoubrey, Odyssey jest „epicką grecką tragedią” i przedstawia spersonalizowaną opowieść o „rodzinie, która została zniszczona”. MacCoubrey opisała Aleksiosa i Kasandrę jako postacie „współczujące”, „silnej woli” i „namiętne”, a fabuła opowiada o tym, jak próbują znaleźć swoje miejsce w świecie, stając się przy tym herosem. Głosów postaciom użyczyli Michael Antonakos i Melissanthi Mahut. Antonakos dołączył do obsady przed Mahut; aktorzy spotkali się w Quebecu, dyskutując perspektywy swoich postaci na świat grecki i więzy rodzinne. Podczas castingów szukano aktorów greckich bądź mających greckie pochodzenie. Elias Toufexis został wybrany do zdubbinowania zarówno Leonidasa, jak i Nikolaosa, a podczas przesłuchania musiał przeczytać z greckim akcentem fragmenty scenariusza Ojca chrzestnego, ponieważ właściwego scenariusza gry nie udostępniano w obawie przed jego wyciekiem. Według raportu ⁣⁣Bloomberga⁣⁣ opublikowanego w 2020 roku Ubisoft – w szczególności dział marketingu i dyrektor ds. kreatywnych Serge Hascoët – od dłuższego czasu próbowali umniejszać znaczenie asasynek w serii. Według raportu początkowo jedyną grywalną postacią miała być Kasandra, a Aleksios został dodany jako opcja alternatywna, żeby zaspokoić żądania producentów wyższego szczebla. Ponad ⅔ graczy zdecydowało się na grę Aleksiosem, co „zaskoczyło” reżysera gry Scotta Phillipsa, ponieważ w wewnętrznych testach proporcje rozkładały się mniej więcej po połowie. W grze wprowadzono możliwość nawiązywania romansów. Według dyrektora kreatywnego Jonathana Dumonta są one opcjonalne, a ich ton jest stosunkowo lekki. Romans można nawiązać z wybranymi bohaterami niezależnymi bez względu na płeć grywalnej postaci. Twórcy uznali, że opcja taka pozwoli na większe spersonalizowanie podróży postaci kierowanej przez gracza, a tylko od niego zależy, czy chce nawiązywać romans.

### Projekt rozgrywki
Żeby zwiększyć zaangażowanie graczy, w określonych momentach podejmują oni decyzje mające wpływ na zakończenie gry. Zespół stworzył ponad trzydzieści godzin interaktywnych przerywników filmowych, a podczas prac nad Odyssey inspirowano się Wiedźminem 3: Dzikim Gonem, The Elder Scrolls V: Skyrim i Falloutem, które charakteryzowały się znaczną swobodą i wyborami. Podejmowane przez gracza decyzje nie wpływają jednak na wydarzenia historyczne, a na monomit Aleksiosa lub Kasandry. Znaczące wydarzenia, takie jak zaraza ateńska, pojawiają się bez względu na decyzje gracza, jednak mniejsze twórcy interpretowali wedle uznania. Podróż z podziałem na role inspirowana była Odyseją Homera, zaś podczas pisania dialogów inspirowano się dialogami Platona, w których postacie spierały się na określone tematy, zadając pytania i odpowiadając. Żeby zaoferować graczom więcej wyborów, zdecydowano się na osadzenie akcji na czterysta lat przed tymi z Origins, w którym to przedstawiono genezę kreda asasynów. Wskutek tego gracze nie są zaangażowani w konflikt pomiędzy asasynami i templariuszami i nie muszą stosować się do kreda, które ograniczało ich zachowania. Pozwala to na dodatkową swobodę we wchodzeniu w interakcje ze światem i frakcjami w grze. Świat zaprojektowano w taki sposób, żeby reagował na poczynania grywalnej postaci. W odróżnieniu od poprzednich odsłon serii, gracz nie „desynchronizuje” się po podjęciu działania społecznie nieakceptowalnego, takiego jak np. morderstwo niewinnej osoby. Zamiast tego wystawiana jest za niego nagroda, a jego tropem ruszają potężni najemnicy, chcący ją otrzymać. Ranking najemników zbliżony jest do systemu „Nemezis” ze Śródziemia: Cienia Mordoru (2014), a każdy z najemników ma swoje słabe i mocne strony oraz zachowania. Według twórców, dzięki temu systemowi gra bezustannie stawia przed graczami wyzwanie. Gra nie informuje, kiedy podjęte zostały ważne decyzje, a konsekwencje części z nich nie są widoczne od razu. Początkowo zespół wprowadził system śledzący decyzje podejmowane przez graczy i pozwalający na ich porównanie, ostatecznie jednak zrezygnowano z niego.
W rozgrywce wprowadzono liczne zmiany. Sugerując się opiniami zebranymi od osób grających w Origins zdecydowano się wprowadzić skalowalny poziom trudności. Nie można kupować już przedmiotów konsumpcyjnych, są one jednak dostępne jako zdolność wykorzystywana w walce. Zachowano pochodzący z Origins system wykrywania obrażeń (hitboksów), walka stała się jednak szybsza. Postać jest bardziej zwinna, powinna korzystać z takich umiejętności jak kontrowanie ataków, uniki czy przewroty. Wojownik z Orłem nosi ze sobą ostrze Leonidasa, artefakt Pierwszej Cywilizacji, wobec czego twórcy chcieli, żeby gracze czuli się potężniejsi i stawiali na bardziej ofensywny styl gry. Żeby podkreślić tę zmianę, niemożliwe jest już noszenie tarczy i blokowanie nią ataków, znacząco zwiększono też czas regeneracji adrenaliny. Dalszymi zmianami mającymi zapewnić graczom więcej swobody i wyborów było umożliwienie im eksperymentowania z opcjami dostosowywania i pozwalanie na wybór preferowanego podejścia do celu. W Odyssey dodano również system generowanych proceduralnie zadań pobocznych, korzystający z około dwudziestu tysięcy nagranych w tym celu linii dialogowych. Ponieważ Adrestia jest jednym z głównych środków transportu w grze, znaczne zmiany wprowadzono w żegludze, żeby przejście pomiędzy podróżą i walką na lądzie a tymi na morzu były jak najbardziej płynne.

### Muzyka
Muzykę skomponował duet The Flight w składzie Joe Henson i Alexis Smith, wcześniej odpowiedzialni za muzykę do trybu wieloosobowego do Assassin’s Creed IV: Black Flag (2013). Zespół stwierdził, że ze względu na skalę Odyssey praca nad ścieżką dźwiękową stanowiła wyzwanie, tym bardziej że otrzymali na jej skomponowanie stosunkowo niewiele czasu. Inspirację dla duetu stanowiły ludowa muzyka grecka i obszaru śródziemnomorskiego, nie zaznajomił się on jednak z muzyką do wcześniejszych odsłon serii. Wyjątkiem był utwór „Ezio’s Family”, skomponowany przez Jespera Kyda na potrzeby Assassin’s Creed II (2009) i wykorzystywany później w wielu kolejnych częściach. Zespół zakupił dulcimery, liry, fletnie Pana i buzuki, których używał podczas komponowania muzyki, żeby nadać jej brzmienia charakterystycznego dla Grecji. Każdy region w grze charakteryzuje się unikalnym stylem muzycznym, przykładowo przemierzaniu Aten towarzyszą homofoniczne melodie mają podkreślać, że miasto to jest kolebką demokracji. Główny motyw muzyczny, „Legend of the Eagle Bearer”, został napisany w godzinę, jednak motywy bitewne, jak chociażby „On the Battlefield”, stanowiły dla zespołu większe wyzwanie, a ich pisanie zajmowało więcej czasu.

## Dystrybucja
Pierwsze niepotwierdzone informacje o grze pojawiły się w maju 2018, kiedy francuska strona Jeuxvideo.com ujawniła zdjęcia otrzymanego breloczka z nazwą Assassin’s Creed: Odyssey. Oficjalna zapowiedź gry odbyła się w czerwcu 2018 podczas targów Electronic Entertainment Expo. Google nawiązało współpracę z Ubisoftem, żeby promować swoją usługę strumieniowania gier Stadia, noszącą wtedy jeszcze nazwę kodową „Project Stream”. W ramach tej współpracy osoby, które przez godzinę grały w Odyssey na Stadii, otrzymywały za darmo pełną wersję gry na komputery osobiste. Światowa premiera odbyła się 5 października 2018, kiedy to gra trafiła na platformy Microsoft Windows, PlayStation 4 i Xbox One. We wrześniu 2018 podczas wydarzenia Nintendo Direct zapowiedziano wersję na Nintendo Switch, działającą w technologii chmury. Została ona udostępniona posiadaczom tej konsoli w dniu premiery, dostępna jest jednak wyłącznie w Japonii. Fizyczne wydania gry zawierają podwójną okładkę, pozwalającą odwrócić domyślną grafikę z Aleksiosem na alternatywną z Kasandrą. Gra została wydana w kilku edycjach, z których droższe zawierały m.in. dodatkową zawartość – fizyczną i/lub cyfrową.
W skład przepustki sezonowej Odyssey wchodziły dwa dodatki – Dziedzictwo pierwszego ostrza i Los Atlantydy, każdy podzielony na trzy „odcinki” – oraz odświeżone wydania gier Assassin’s Creed III i Assassin’s Creed: Liberation. Chociaż Odyssey jest grą przeznaczoną dla jednego gracza, Ubisoft postanowił na jej potrzeby zaadaptować model „gry-usługi”, wypuszczając do niej liczne płatne przedmioty. Po premierze nad grą pracowały trzy zespoły: jeden odpowiedzialny za bieżące łatki i poprawki, drugi za darmową zawartością dodatkową, a trzeci za płatne dodatki. Cykl wsparcia dla gry inspirowany był innymi produkcjami Ubisoftu, takimi jak For Honor, Tom Clancy’s Rainbow Six Siege czy Tom Clancy’s The Division. Gra doczekała się dwóch płatnych rozszerzeń fabularnych – Dziedzictwo pierwszego ostrza i Los Atlantydy. Przez pewien czas w ramach Zapomnianych greckich opowieści za darmo udostępniane były dodatkowe poboczne zadania fabularne. 29 lutego 2019 udostępniony został tryb nowej gry plus. Odyssey doczekało się również darmowych aktualizacji, dodających m.in. nowe wyglądy Adrestii, stroje dla grywalnej postaci oraz skórki dla przybocznych, w tym inspirowane protagonistami poprzednich odsłon – Eziem i Bayekiem. W ramach bieżących poprawek wprowadzono m.in. poziomy mistrzowskie oraz możliwość skalowania poziomu przeciwników do grywalnej postaci. W czerwcu 2019 roku udostępniony został kreator pozwalający graczom na tworzenie własnych zadań pobocznych.  W październiku wydano tryb edukacyjny Wycieczka krajoznawcza (ang. Discovery Tour: Ancient Greece). W jego ramach gracz może albo swobodnie przemierzać świat gry, żeby dowiedzieć się więcej o starożytnej Grecji i codziennym życiu w niej, albo odbyć opracowane przez historyków wirtualne wycieczki z przewodnikiem.
Na podstawie fabuły gry powstała powieść o tym samym tytule, przedstawiająca wydarzenia z perspektywy Kasandry. W maju 2019 w centrach rozrywki w Europie i Ameryce Północnej pojawiło się inspirowane grą doświadczenie w wirtualnej rzeczywistości Beyond Medusa’s Gate. Pozytywny odbiór Odyssey przyczynił się do tego, że Ubisoft zezwolił na zrealizowanie gry Immortals: Fenyx Rising, nawiązującej do mitologii greckiej.

## Odbiór
Według agregatora recenzji Metacritic, Assassin’s Creed Odyssey spotkało się z ogólnie pozytywnym przyjęciem ze strony krytyków. Większość z nich zgodziła się, że produkcja stanowi udane przejście ze skradanek do fabularnej gry akcji.
Ogólnie chwalonym elementem gry był świat. Sam Loveridge z GamesRadaru chwalił projekt Grecji i poczucie eksploracji. Uznał, że zadania poboczne zostały znacząco ulepszone względem wcześniejszych odsłon serii, chwaląc ich długość i dopracowanie oraz twierdząc, że nie można ich odróżnić od zadań z głównego wątku fabularnego. Alessandro Fillari z GameSpotu wskazał na przyłożenie uwagi do szczegółów i wyraził zdumienie wobec tego, jak świat gry reaguje na poczynania postaci. Chwalił ogromną skalę świata, wskazując jednak, że pewne aspekty gry – chociażby podboje – były niedopracowane i odstawały od głównej fabuły. Tom Phillips z Eurogamera również był pod wrażeniem skali, porównując ją do Wiedźmina 3: Dzikiego Gonu. Stephanie Clark, także pisząca dla Eurogamera, dodała, że „grę przenika wrażenie obcowania z prawdziwą epopeją” i uznała, że gra dorównuje eposowi Homera, którym była inspirowana. Brandin Tyrrel z IGN opisał przedstawioną w grze Grecję jako „oszałamiającą serię malowniczych miejscówek”, zaznaczając jednak, że okazjonalne problemy graficzne mogą podkopać ogólne wrażenie. Chociaż większość recenzentów chwaliła rozmiar świata i spójność systemów składających się na rozgrywkę, część – chociażby Alex Navarra z Giant Bomb – uznała, że jest on zbyt powtarzalny i przeładowany repetytywną zawartością. Andrew Webster, recenzent The Verge, stwierdził dodatkowo, że natłok mechanik rozmył doświadczenie, a Odyssey zatraciło tożsamość serii Assassin’s Creed, nie różniąc się od podobnych gier z otwartym światem.
W większości pozytywnie krytycy wypowiedzieli się również o rozgrywce. Loveridge uznał, że Odyssey ulepszyło i uwydatniło mechaniki z Origins, oferując doświadczenie dające większą satysfakcję. Fillariemu spodobały się umiejętności specjalne, które jego zdaniem zachęcają do eksperymentowania. Dodał też, że walka jest szybsza, a dzięki temu bardziej „angażująca” i „dynamiczna”. Tyrrel chwalił różnorodność broni, twierdząc, że każda z nich jest niepowtarzalna, jak również drzewko umiejętności, pozwalające na różne style gry. Joe Juba z „Game Informera” przyznał, że system walki w Odyssey jest jego ulubionym w całej serii, chwaląc umiejętności specjalne za „dynamiczność i poczucie niemal boskiej mocy”. Stwierdził również, że podoba mu się system najemników, prowadzący do wielu zaciekłych walk, zaznaczył jednak, że ma pełną świadomość, iż dla wielu graczy będzie on uciążliwością, zwłaszcza kiedy będzie przeszkadzał w głównym wątku fabularnym. Chociaż uznał, że świat reaguje na poczynania gracza, wyraził niezadowolenie z powodu braku pieczołowicie zaplanowanych momentów, twierdząc, że ogólne doświadczenie z gry jest nad wyraz przewidywalne. Steven Messner z „PC Gamera” uznał, że chociaż usprawniono mechaniki z Origins, to gra w dalszym ciągu opiera się na poziomach, co nadal zmusza graczy do wykonywania ciągle tych samych czynności, żeby popchnąć fabułę do przodu, zaś sztuczna inteligencja jest niespójna.
Z mieszanym przyjęciem spotkała się fabuła gry. Tyrrel scharakteryzował ją jako „prostolinijny dramat rodzinny” oraz uznał, że zmarginalizowanie konfliktu pomiędzy asasynami a templariuszami było dobrym posunięciem. Według Loveridge’a fabuła była „absorbująca”, a podejmowane przez gracza decyzje miały rzeczywiste konsekwencje. Phillips docenił zwroty akcji i stwierdził, że fabuła oferuje „kilka autentycznie tragicznych momentów”. Chociaż Messner uznał, że scenariusz jest chaotyczny i przesadnie ambitny, to możliwość dokonywania wyborów wpływa na zaangażowanie gracza i czyni doświadczenie wartym poświęconego mu czasu. Fillari dodał, że wybory mogą prowadzić do innych zakończeń, przez co narracja jest spersonalizowana. Chwalono obecny w grze humor, który pomimo powagi głównego wątku fabularnego łagodził napięcie. Z powszechną krytyką spotkało się tempo prowadzenia fabuły, ponieważ gracze często zmuszani byli do wykonywania niemających niemal żadnego znaczenia zadań pobocznych, żeby uczynić postępy w głównym wątku. Problem ten pogłębiać miały rozmiar świata i przeładowanie go zawartością. Ubisoft spotkał się z krytyką za sprzedawanie w formie mikropłatności pakietów zwiększających zdobywane punkty doświadczenia, co przyspieszało postępy w grze.

### Sprzedaż
W tygodniu następującym po premierze, Odyssey była drugą najlepiej sprzedającą się grą w Wielkiej Brytanii, ustępując jedynie FIF-ie 18. Sprzedaż na nośnikach optycznych była o 25% niższa niż w przypadku Origins. W Stanach Zjednoczonych w pierwszym tygodniu gra sprzedawała się lepiej niż poprzednie odsłony serii na konsole ósmej generacji. Ubisoft ujawnił, że w dystrybucji cyfrowej sprzedano 45% wszystkich kopii gry, co stanowiło wzrost o 10 punktów procentowych względem Origins. W październiku 2018 Odyssey była trzecią najlepiej sprzedającą się grą w Stanach, po Call of Duty: Black Ops IIII i Red Dead Redemption II. Do marca 2020 sprzedano ponad 10 mln kopii gry. Przychody z mikropłatności były o 170% wyższe w porównaniu do Origins.

### Kontrowersje
Przedmiotem kontrowersji stał się dodatek Dziedzictwo pierwszego ostrza, w ramach którego bohater gry zakłada rodzinę z dzieckiem Dariusza – zawsze będącym przedstawicielem przeciwnej płci niż postać grywalna. Spotkało się to z negatywnym odzewem części graczy, zwłaszcza tych przynależących do mniejszości seksualnych, którzy uznali, że Ubisoft złamał przedpremierowe obietnice, że żadna postać nie będzie zmuszona do nawiązania intymnych relacji z bohaterami, z którymi nie chce się w takowe angażować. Część graczy i recenzentów uznała, że Ubisoft nie dotrzymał obietnicy, burząc kreowane przez graczy charaktery swoich postaci. Ubisoft ustosunkował się do zarzutów, twierdząc, że firmie chodziło o „dawanie swobody tylko wtedy, kiedy nie wymaga tego scenariusz” i przepraszając za fabułę dodatku. Niedługo później wydana została łatka, która nieznacznie modyfikuje dodatek, dodając dialog, w ramach którego grywalna postać stwierdza, że nie kocha dziecka Dariusza, a zgadza się na spłodzenie potomstwa wyłącznie dlatego, że tak wymaga tradycja.

### Nagrody i wyróżnienia
| Rok  | Nagroda / organizacja                                 | Kategoria                                                       | Wynik     |
| ---- | ----------------------------------------------------- | --------------------------------------------------------------- | --------- |
| 2018 | Game Critics Awards                                   | Najlepsza gra na konsole                                        | nominacja |
| 2018 | Game Critics Awards                                   | Najlepsza gra przygodowa/akcji                                  | nominacja |
| 2018 | Gamescom 2018                                         | Najlepsza gra fabularna                                         | nominacja |
| 2018 | Gamescom 2018                                         | Najlepsza gra na PlayStation 4                                  | nominacja |
| 2018 | Golden Joystick Awards                                | Gra roku                                                        | nominacja |
| 2018 | The Game Awards 2018                                  | Gra roku                                                        | nominacja |
| 2018 | The Game Awards 2018                                  | Najlepszy kierunek artystyczny                                  | nominacja |
| 2018 | The Game Awards 2018                                  | Najlepszy występ (Melissanthi Mahut)                            | nominacja |
| 2018 | The Game Awards 2018                                  | Najlepsza gra przygodowa/akcji                                  | nominacja |
| 2018 | Gamers’ Choice Awards                                 | Ulubiona gra                                                    | nominacja |
| 2018 | Gamers’ Choice Awards                                 | Ulubiona gra akcji                                              | nominacja |
| 2018 | Gamers’ Choice Awards                                 | Ulubiona gra dla jednego gracza                                 | nominacja |
| 2018 | Gamers’ Choice Awards                                 | Ulubiona postać (Aleksios i Kasandra)                           | nominacja |
| 2018 | Gamers’ Choice Awards                                 | Ulubiony aktor (Michael Antonakos)                              | nominacja |
| 2018 | Gamers’ Choice Awards                                 | Alubiona aktorka (Melissanthi Mahut)                            | nominacja |
| 2018 | Titanium Awards                                       | Gra roku                                                        | nominacja |
| 2018 | Titanium Awards                                       | Najlepszy projekt artystyczny                                   | wygrana   |
| 2018 | Titanium Awards                                       | Najlepszy projekt narracji                                      | nominacja |
| 2018 | Titanium Awards                                       | Najlepszy projekt gry                                           | nominacja |
| 2018 | Titanium Awards                                       | Najlepszy głos w dubbingu hiszpańskim (Joël Mulachs – Kasandra) | nominacja |
| 2018 | Titanium Awards                                       | Najlepsza gra przygodowa                                        | nominacja |
| 2018 | Australian Games Awards                               | Fabularna gra roku                                              | nominacja |
| 2018 | Australian Games Awards                               | Najlepsza gra przygodowa/akcji                                  | nominacja |
| 2018 | Australian Games Awards                               | Gra roku                                                        | nominacja |
| 2019 | New York Game Awards                                  | Najlepszy świat                                                 | nominacja |
| 2019 | D.I.C.E. Awards                                       | Najlepsza postać (Kasandra)                                     | nominacja |
| 2019 | D.I.C.E. Awards                                       | Najlepsza historia                                              | nominacja |
| 2019 | D.I.C.E. Awards                                       | Najlepsza gra roku                                              | nominacja |
| 2019 | Amerykańska Gildia Scenarzystów                       | Najlepszy scenariusz gry komputerowej                           | nominacja |
| 2019 | National Academy of Video Game Trade Reviewers Awards | Animacja – kierunek artystyczny                                 | nominacja |
| 2019 | National Academy of Video Game Trade Reviewers Awards | Animacja – aspekty techniczne                                   | nominacja |
| 2019 | National Academy of Video Game Trade Reviewers Awards | Kierunek artystyczny – utwór historyczny                        | nominacja |
| 2019 | National Academy of Video Game Trade Reviewers Awards | Projekt kostiumów                                               | nominacja |
| 2019 | National Academy of Video Game Trade Reviewers Awards | Projekt – seria                                                 | nominacja |
| 2019 | National Academy of Video Game Trade Reviewers Awards | Ścieżka dźwiękowa – seria                                       | nominacja |
| 2019 | National Academy of Video Game Trade Reviewers Awards | Wykorzystanie dźwięku – seria                                   | nominacja |
| 2019 | SXSW Gaming Awards                                    | Najlepsza oprawa wizualna                                       | nominacja |
| 2019 | Game Developers Choice Awards                         | Najlepsza technologia                                           | nominacja |
| 2019 | 2019 G.A.N.G. Awards                                  | Najlepszy dźwięk                                                | nominacja |
| 2019 | 2019 G.A.N.G. Awards                                  | Najlepszy dźwięk w przerywnikach filmowych                      | nominacja |
| 2019 | 2019 G.A.N.G. Awards                                  | Najlepsze dialogi                                               | nominacja |
| 2019 | 30. GLAAD Media Awards                                | Najlepsza gra komputerowa                                       | nominacja |
| 2019 | 15. British Academy Games Awards                      | Najlepsza gra                                                   | nominacja |
| 2019 | 15. British Academy Games Awards                      | Najlepszy wykonawca (Melissanthi Mahut)                         | nominacja |
| 2019 | Italian Video Game Awards                             | Wybór publiczności                                              | nominacja |
| 2019 | Italian Video Game Awards                             | Gra roku                                                        | nominacja |
| 2019 | Italian Video Game Awards                             | Najlepszy kierunek artystyczny                                  | nominacja |
| 2019 | Italian Video Game Awards                             | Najlepsza postać (Kasandra)                                     | nominacja |
| 2019 | Ivor Novello Awards                                   | Najlepsza muzyka w grze komputerowej                            | nominacja |

## Kontynuacja
W listopadzie 2020 roku na platformach PlayStation 4, PlayStation 5, Xbox One, Xbox Series X/S i Windows wydana została kontynuacja, Assassin’s Creed: Valhalla, rozgrywająca się w Norwegii i Anglii w czasach europejskich podbojów wikingów. 14 grudnia 2014 udostępniona została darmowa misja Opowieści ponad czasem (ang. Crossover Stories), która rozpoczyna się w Odyssey po ukończeniu głównego wątku fabularnego, a kończy w Valhalli spotkaniem Eivora i Kasandry.